# Baket I.
Baket I. war ein lokaler Fürst im Alten Ägypten zur Zeit der 11. Dynastie. Sein Haupttitel war Großes Oberhaupt des Säbelantilopengaues. Er war damit Gaufürst in dieser oberägyptischen Provinz. Baket ist vor allem von seinem Grab in Beni Hasan (Nr. 29) bekannt. Es handelt sich um ein Felsengrab mit einer ausgemalten, in den Fels gehauenen Kultkapelle. Hier ist Baket mit seiner Familie dargestellt. Seine Frau hieß Thotqai, sein Sohn hieß auch Baket und wurde Nachfolger im Amt des Gaufürsten. Die chronologische Einordnung von Baket I. wird in der Forschung kontrovers diskutiert. Er wurde zunächst in die Erste Zwischenzeit gesetzt. Die neuere Forschung bevorzugt eine Datierung in die 11. Dynastie (um 2020 v. Chr.).